# Giorgio Picchianti
Giorgio Picchianti (... – 6 luglio 2019) è stato un attore italiano.

## Biografia
Debutta al cinema nel 1978, prendendo parte in ruoli minori ad alcuni film comici ambientati prevalentemente in Toscana.
Ha collaborato principalmente con Alessandro Benvenuti e Leonardo Pieraccioni.

## Filmografia
- Il vangelo secondo San Frediano, regia di Oscar Brazzi (1978)
- Ad ovest di Paperino, regia di Alessandro Benvenuti (1982)
- Caruso Pascoski (di padre polacco), regia di Francesco Nuti (1988)
- Benvenuti in casa Gori, regia di Alessandro Benvenuti (1990)
- Zitti e mosca, regia di Alessandro Benvenuti (1991)
- Albergo Roma, regia di Ugo Chiti (1996)
- La seconda moglie, regia di Ugo Chiti (1998)
- Il principe e il pirata, regia di Leonardo Pieraccioni (2001)
- Io & Marilyn, regia di Leonardo Pieraccioni (2009)